# Cantonul Rouen-6
Cantonul Rouen-6 este un canton din arondismentul Rouen, departamentul Seine-Maritime, regiunea Haute-Normandie, Franța.

## Comune
- Rouen (parțial)